# Filippo Campioli
Filippo Campioli (né le 21 février 1982 à Modène) est un athlète italien, spécialiste du saut en hauteur.

## Biographie
Finaliste aux Jeux olympiques de Pékin (2008), Filippo Campioli réalise sa meilleure performance, 2,30 m., en juin 2008 à Formia.
Il termine quatrième de sa discipline aux championnats d'Europe en salle de 2009 à Turin avec un essai à 2,29 m.
Il est à trois reprises, en 2007, 2008 et 2010, champion d'Italie en plein air, et une fois, en 2008, champion d'Italie en salle.

## Ressources et liens externes
- Ressources relatives au sport :   - Fédération italienne d'athlétisme
  - LesSports
  - Olympedia
  - Track and Field Statistics
  - World Athletics